# 渡臺禁令
渡臺禁令或渡臺三禁，是伊能嘉矩對清治時期臺灣不同時期針對不同對象所頒布各項移民相關政令的泛稱，實際上清代並無某一時間點具體頒布「渡臺禁令」。

## 背景
1683年，清康熙帝派施琅領兵攻打臺灣島，鄭克塽隨後投降，明鄭政權覆亡。然而，康熙用兵於臺灣，僅是為了掃除前朝反對勢力，並非有意治理臺灣；當時，康熙曾表示：「臺灣僅彈丸之地，得之無所加，不得無所損」，朝廷中亦有不少大臣反對將臺灣併入帝國版圖。經施琅屢次上奏（如在〈恭陳臺灣棄留疏〉中提到將臺灣併入版圖並不會增加中央的財政及兵力負擔，此外該地又更可作為東南沿海各省的屏障），康熙帝終於接受其建議，並於1684年正式將臺灣納入版圖，隸屬福建省臺廈道臺灣府。伊能嘉矩認為，清朝治理臺灣初期仍多採取被動防制政策，並對臺灣人不信任，制定禁令與規定，遂依施琅之建議頒布「渡臺禁令」，以限制漢人前往臺灣。

## 內容
下列之人民渡臺之三項限制內容，其並非為清政府所發布之原文，而是由學者伊能嘉矩在整理史料之後所記：
1. 欲渡航赴臺灣者，先給原籍地方之照單，經分巡臺廈兵備道之稽查，依臺灣海防同知之審驗許之，潛渡者處以嚴罰。
2. 渡航臺灣者，不准攜伴家眷，既渡航者不得招致之。
3. 粵地（廣東）屢為海盜淵藪，以其積習未脫，禁其民之渡臺。[1]

## 影響
早年學界認為，上述第二類禁令造成臺灣人口之男女比例嚴重失衡，也促成某些移民向原住民（大多為平埔族族群）婦女求婚的意願，並藉此獲得其於母系社會系統中所繼承之財產（如土地），當地亦因此產生諺語「有唐山公，無唐山媽」。某些無法娶妻，或髮妻未能得子，又希望有後代繼承其香火者，往往以過繼、收養子等方式因應此一問題，因此產生「大量螟蛉子」之現象。，平埔族重視女兒的風俗融入，也造成臺灣「抽豬母租」的風氣盛行。此外，此禁令亦導致大量羅漢腳（男性遊民）產生，成為當地社會動亂（如械鬥）之源頭。
但晚近研究指出，臺灣開發史上確有原漢通婚，但只有少數漢人男性得與原住民女性通婚，理由有六：
一、史料僅記載拓墾初期漢人男多於女，男性婚配困難，以及某些原漢通婚，但從未同時記載原漢大量通婚。離臺返鄉、婚後來臺、返鄉結婚及來回兩岸等可能才是初期移民的普遍選擇。
二、臺灣漢人男多於女的記載僅出現在荷領至清初之間。乾隆初期以後不復有此等記載。原因是雍正乾隆朝已屢屢開放搬眷入臺。男多於女現象在乾隆朝已經緩解。
三、臺灣原住民人口偏少，可婚配女性遠少於突然大量湧入的漢人男性。多數漢人男性不可能有機會與原住民女性婚配。
四、原住民部落有其族群意識與團結，不可能允許原住民女性多數與漢人通婚而導致原住民滅族的慘劇。漢人之族群歧視也使雙方多數人不願通婚。清朝法律更長期禁止原漢通婚。
五、日治時期多數平埔部落仍然健在。顯示其女性過去並未大批嫁與漢人而剝奪本族男性結婚繁衍的機會。日治時期戶籍記載也顯示原漢通婚僅佔平埔族女性婚姻之少數。
六、晚近基因研究顯示，原住民基因佔臺灣漢人基因平均比例很低。顯示歷史上原漢通婚佔漢人婚姻比例不高。臺灣漢人家族在臺歷代母系祖先中，確實可能包含原住民，但原住民女性並非漢人在臺母系祖先的多數。
前兩類禁令，有清一季雖未明言取消此類相關禁令，但也缺乏明文記載之律令出處或持續執行之證據。
至於伊能嘉矩所言之第三類禁令，緣由為廣東人在明鄭年間屢次協助其海軍對抗清廷，而且當地海盜活動一向頻繁；在施琅過世後，該禁令即告解除，因此實際上持續時間甚短。但由於有關渡臺三禁的說法深植人心，過去曾認為此令造成臺灣客家人在人口數上不及閩南籍者，或遭同化成福佬客。
1875年，沈葆楨受命出任臺灣海防欽差大臣，經考察後認為必須解除過去限制漢人的各種渡臺限制以落實「開山撫番」政策，否則臺灣之土地將無法充分開發；同年2月，沈葆楨上奏請求解除關於臺灣之各種禁令，並獲得朝廷准許。
臺灣於清治初期之出入港口雖只開放福建廈門與臺南鹿耳門對渡；後因北臺灣逐漸開發，才分別於1784年和1788年開放鹿港及八里坌為通商口岸，當地亦因此產生俗諺「一府二鹿三艋舺」。但實際上臺灣一側與大陸對渡之港口遠不只以上，臺中大安港即為清代自然形成的重要移民口岸

## 爭議

### 設置時間
有部分學者認為，清初康熙二十三年（1684年）並未設有渡台禁令，非正式條文。其因如下：
1. 「完全缺乏文獻證據」[來源請求][10]:135~136[]
2. 「文句不像清代文獻」[來源請求][10]:135~136[]

此故，有一說其可能是在康熙五十一年（1712年）開始實施，也有分項討論者：
1. 「渡臺必須於內地取照經官核准的規定，是形成於康熙四十一年至五十年間，原因是開放渡臺日久，奸徒混渡臺灣」[10]:137~138[]
2. 「不得攜眷之禁令，最早見於康熙五十六年所修的《諸羅縣志》所說『內地各津渡婦女之禁既嚴』，此禁當起於康熙五十六年以前。」[10]:137~138[]

#### 第二條存在與否
除缺乏明文出處與人口數據支持外，臺灣男女失衡情形亦只見於清初記載，其後不復存在。此外，清代女性渡臺之例證亦廣泛可見於臺灣居民族譜，例如王永慶家族的「開臺祖」是道光年間攜子渡台的寡婦許雪，即是典型的「唐山媽」。

#### 第三條存在與否
有學者質疑或否定禁粵地人渡台一條文之存在:135~136。而其因如下（待補全、細述）：
1. 「施琅禁惠、潮之民渡台之事只見於黃叔璥《台灣使槎錄》，不見於其它官書。」

## 參閱
- 臺灣編查流寓

## 外部連結
- 國立中央大學 - 台灣歷史教學資料庫 （页面存档备份，存于）
- 臺灣移民歷史的考察 （页面存档备份，存于）
- http://ebooks.lib.ntu.edu.tw/1_file/NTL/12/c4hsyquarter2.pdf （页面存档备份，存于）
- 陳泉甫.清領時期屏東平原之番漢關係.國立政治大學.2004 （页面存档备份，存于）
- 簡後聰. . 五南圖書出版股份有限公司. 2002-01-01  [2016-11-30]. ISBN 9789571125497. （原始内容存档于2020-09-11） （中文（臺灣））.

## 延伸閱讀
- 《嘉義縣志》〈沿革志〉第四篇-「嘉義縣」雛型的形成 1683-1895：135-168 （页面存档备份，存于）